# Peter Olsen Hansen
Peter Olsen Hansen (ur. 11 czerwca 1818 w Kopenhadze, zm. 9 sierpnia 1895 w Manti) – duński misjonarz i tłumacz, jedna z postaci wczesnej historii ruchu świętych w dniach ostatnich (mormonów).

## Życiorys
Urodził się w stołecznej Kopenhadze, jako syn Ole Petera Hansena i Marthy Margrety Osmundsen. Wyemigrował do Stanów Zjednoczonych w 1843. Zetknął się tam z niedawno zorganizowanym Kościołem Jezusa Chrystusa Świętych w Dniach Ostatnich, został ostatecznie członkiem tej wspólnoty religijnej. Chrzest przyjął w Bostonie z rąk swego brata Hansa C. Hansena (7 marca 1844). Stał się tym samym trzecim Duńczykiem nawróconym na mormonizm. Wkrótce potem osiadł w Nauvoo, ówczesnym centrum organizacyjnym Kościoła. Pracował przy budowie świątyni w tym mieście. Również w Nauvoo podjął się przekładu Księgi Mormona na duński.
Dołączył do fali mormońskiej migracji na zachód, do doliny Wielkiego Jeziora Słonego we wrześniu 1847. Zaangażowany w działalność misyjną młodego Kościoła, został wysłany na misję do ojczystego kraju w październiku 1849. Jego towarzyszem był członek Kworum Dwunastu Apostołów Erastus Snow. Do Kopenhagi dotarł 11 maja 1850. Kontynuował pracę nad przekładem Księgi Mormona, próbując jednocześnie odzyskać biegłość w rodzimym języku. Jego wysiłki zostały zwieńczone sukcesem w 1851, z pomocą Snowa. Hansen zaangażowany w utworzenie mormońskiej misji obejmującej swym zasięgiem Skandynawię, pisywał też i tłumaczył dla kościelnej gazety „Skandinaviens Stjerne”. Do Utah powrócił w 1855.
Powoływany na misję jeszcze dwukrotnie (1873–1875, 1880–1882), w latach siedemdziesiątych XIX wieku przewodniczył konferencji Kościoła z siedzibą w Aalborgu.
Poślubił trzy kobiety, doczekał się z nimi kilkorga dzieci. Zmarł w Manti.